# Пашайенидже
Пашайенидже или Йеникьой (на турски: Paşayenice) е село в Източна Тракия, Турция, Вилает Одрин. Околия Мерич.

## География
Селото се намира на 15 км източно от Мерич.

## История
В XIX век Пашайенидже е гръцко село в Узункьоприйска кааза в Одринския вилает на Османската империя. Според „Етнография на вилаетите Адрианопол, Монастир и Салоника“, издадена в Константинопол в 1878 година и отразяваща статистиката на населението от 1873 година, Паша Енидже (Pacha Enidje) има 45 домакинства и 213 жители гърци.
Според статистиката на професор Любомир Милетич в 1913 година в Иеникьой живеят 490 гърци.